# Jive Records
Jive Records je newyorské hudební vydavatelství, založené v roce 1977 Clivem Calderem. U této společnosti vydávali svá alba například hudební skupiny Bowling for Soup, Apocalyptica nebo Bullet for My Valentine, Hot Chelle Rae a hudebníci Buddy Guy nebo Charlie Wilson.